# ارنانی برناردی
ارنانی برناردی (Ernani Bernardi)، مشهور به نونی برناردی (Noni Bernardi) و نانی برناردی (Nani Bernardi)‏ (۲۹ اکتبر ۱۹۱۱–۴ ژانویه ۲۰۰۶)، نوازندهٔ گروه بزرگ بود که در لس آنجلس ایالت کالیفرنیا به حرفهٔ سیاستمداری روی آورد. از سال ۱۹۶۱ تا سال ۱۹۹۳ نمایندهٔ ناحیهٔ ۷ در شورای شهر بود که دومین با سابقه‌ترین عضو شورای شهر در تاریخ شهر محسوب می‌شود. وی همچنین تنظیم کنندهٔ دو محبوب‌ترین ملودی‌های رقص اواسط قرن بیستم بود.

## زندگی‌نامه
برناردی، پسر نوازنده آلفونسوی برناردی و نیرینا بیاگنی، در ۲۹ اکتبر سال ۱۹۱۱ در بالای یک فروشگاه خواربار فروشی متعلق به خانواده‌اش در دهکدهٔ استاندارد در ایالت ایلینوی آمریکا متولد شد.
پدر و مادر او از جملهٔ مهاجرانی بودند که از طریق جزیرهٔ الیس از یک شهر کوچک استان مودنا در امیلیا رومانیا، به آمریکا آمدند. مادرش در حین زایمان درگذشت و توسط پدر، دو مادربزرگ، عمه و عمویش بزرگ شد. در یازده سالگی به شهر تولوکای ایالت ایلینوی رفت و بعدها در آنجا تیم در بسکتبال دانشگاه بازی کرد.
برناردی در دانشگاه دیترویت پذیرفته شد و تصمیم داشت در رشته روزنامه‌نگاری درس بخواند و گوینده برنامه‌های ورزشی شود. در حین نواختن ساکسوفون در یک گروه رقص در سالن رقص گریستون، با لوئسیل می ساواسکی اهل پورت آرتور آنتاریو، آشنا شد.
این دو در سال ۱۹۳۳ ازدواج نمودند و قبل از رفتن به نیویورک مدت کوتاهی در دیترویت زندگی کردند. آن‌ها چهار فرزند بنام‌های جوانی مری روتز، جودت آن، جان چاول و (ارنانی) جیمز، داشتند. این زوج در سال ۱۹۳۹ یا ۱۹۴۰ در لس آنجلس ساکن شد و برناردی دومین حرفهٔ خود را به عنوان پیمان‌کار با ساخت و ساز منازل سفارشی، آغاز کرد. پس از بزرگ شدن فرزندان‌شان، لوئسیل برناردی به عنوان مأمور ثبت و بایگانی پرونده‌ها در ریاست اصلاح و تربیت شهرستان به کار آغاز نمود. لوئسیل در بزرگ‌سالی دچار بیماری آلزایمر شد و برناردی که در آن هنگام عضو شورای شهر بود، او را از منزل شان واقع شهرک فن نویس برای تماشای تلویزیون در دفترش، با خود به کار می‌آورد. لوئسیل در سال ۱۹۹۳ فوت نمود. ارنانی برناردی در ماه نوامبر سال ۲۰۰۱ مجدداً با آوی تروتمن ازدواج کرد.
برناردی در سال ۱۹۸۵ در ۷۴ سالگی «سخت پوست، طاس و عینکی» توصیف شد و چهار سال بعد گفته شد که او «حس شوخ‌طبعی شیطانی» داشت.
با بالا رفتن سن، شنواییش رو به وخامت رفت و برای شنیدن جریان جلسات، هدفون‌های مخصوص استفاده می‌کرد، حتی در ۸۶ سالگی «صدای بم و سبک خشن داشت».
برناردی در ۴ ژانویه سال ۲۰۰۶ به عمر ۹۴ سالگی در اثر سکته قبلی درگذشت.

## حرفه موسیقایی
آلفونسوی، پدر برنارد آموزگار نوازندگی بود و به پسرش طریقهٔ نواختن ساکسیفون را آموخت. ارنانی در نهایت نوازنده شد و تحت نام مستعار نونی برناردی به‌عنوان لید آلتو ساکس برای چندین گروه بزرگ موسیقی آن دوره چون بنی گودمن، تامی دورسی و کی کایسر، اجرا کرد. وی به‌خاطر ارائه قطعه‌های موسیقی «و فرشتگان آواز می‌خواند» از گودمن و «از تو احساساتی می‌شوم» از دورسی، مشهور بود.
برناردی به‌منظور اجرای موسیقی با کالج علوم موسیقایی کی کیزریک در سال ۱۹۴۰ به کالیفرنیا رفت. توانایی وی در موسیقی در سال ۱۹۹۴ در سن ۸۲ سالگی با اعطای نشان ستارهٔ پیاده‌روی مشاهیر هالیوود به وی، مورد قدردانی قرار گرفت. جالب این‌که، چنان‌چه روزنامه لس آنجلس تایمز اشاره کرد، نشان ستاره برناردی - و نشان ستارهٔ ۲۹ موسیقی‌دان و بازیگر دیگر- توسط آژانس نوسازی اجتماعی شهر (سازمانی که برناردی سال‌ها با آن در مبارزه بود)، تأسیس شد. این باج در بلاک ۷۰۰۰ در تفرج‌گاه هالیوود است.

## شورای شهر

### انتخابات
برمن که در سال ۱۹۵۷ یک پیمان‌کار در درهٔ سن فرناندو بود، در همان سال کاندید کرسی ناحیهٔ ۷ شورای شهر لس آنجلس شد اما در انتخابات مقدماتی پس از جیمز سی. کورمن برندهٔ نهایی انتخابات، و کی بوگندوفر، در جایگاه سوم قرار گرفت. پس از انتخاب کورمن در کنگره، برناردی در سال ۱۹۶۱ مجدداً کاندید و برنده انتخابات شد. برناردی هشت دوره در این شورا خدمت کرد تا این‌که در سال ۱۹۹۳ بازنشسته شد.
در سال ۱۹۶۱، ناحیهٔ ۷ شامل فن نویس، سپولودا، گرانادا هیلز و سیلمار و در سال ۱۹۸۶ شامل مناطق پانوارما سیتی، بخشی از سان ولی و سیلمار می‌شد. برناردی در اکثریت اوقات دوره نخست عضویت خود در شورای شهر، نمایندهٔ «ناحیهٔ قشر کارگر عمدتاً سفیدپوست در درهٔ سن فرناندو بود». حامیان برناردی شامل بسیاری از مخالفین مالیات دره بودند که از تصویب موفقیت‌آمیز طرح پیشنهادی ۱۳ (ابتکار مردمی برای محدود کردن مالیات بر دارایی)، حمایت کردند.
در سال ۱۹۸۶، بر اساس ۱۲ رای اکثریت شورای شهر، ناحیهٔ هفتم برناردی به بخش «تا حدود زیادی جدید» دره در منطقهٔ شمال‌شرقی که دارای اقلیت‌های بیشتری نسبت به قلمروی پیشین او بود، منتقل شد. «یکی از لابی‌گران شهرداری»، به این نظر بود که این اقدام به‌نحوی انتقام از انتقاد علنی برنارد از همکارانش بود. علیرغم تغییر ناحیه، برناردی در سال ۱۹۸۹ با کسب ۵۵٪ در مقابل ۴۵٪ نسبت به لایل هال، کاپیتان آتش‌نشانی «کاندیدی که هم پول بیشتر داشت و هم کمپین مشکل و پیچیدهٔ پستی را انجام داد و حمایت اتحادیه کارگری را که منجر به آوردن آرای داوطلبان آماده شد، با خود داشت»، مجدداً انتخاب شد. برناردی از حمایت رهبران لاتین در ناحیه جدید خود، نیز برخوردار شد.
در موقع بازنشستگی برناردی در سال ۱۹۹۳، نفوس ناحیهٔ هفتم ۷۰ درصد لاتینی‌تبار و ۱۹ درصد آمریکایی آفریقایی‌تبار بود که یکی از فقیرترین مناطق لس آنجلس محسوب می‌شد. رای‌دهندگان ثبت نام شده، ۳۹ درصد آمریکایی سفیدپوست یا آمریکایی انگلیسی‌تبار، ۳۰ لاتین تبار و ۱۹ درصد آمریکایی آفریقایی‌تبار بود. جان فرارو، عضو شورای شهر که ۳۵ سال در شورای شهر عضو بود، یگانه عضو این شورا بود که از دورهٔ ۳۲ برنارد پیشی گرفته بود.

### دوران تصدی
برناردی به دلیل مخالفت با مصارف شهری «آقای نه» لقب گرفت و به‌خاطر «تعقیب مزاحم اهداف دست نیافتنی» به «خرمگس اجتماعی» شورای شهر مشهور شد، اما در سال ۱۹۸۵ پس از انتشار دادخواست‌های که نیاز به رای‌گیری حتی در مورد قانون سخت‌تری داشت، توانست شورای شهر را مجبور به اعمال قانون سخت‌گیرانهٔ اصلاح کمپین انتخاباتی در رای‌گیری ماه آوریل بسازد. او این کار را با «استفاده از حمایت اتحادیه رای‌دهندگان زن و گروه تودهٔ مردم پست متشکل از اکثریت بازنشسته‌ها که به‌منظور واجد شرایط سازی طرح رای‌گیری، شکل گرفته بود)، انجام داد».